# Treville
Treville là một đô thị ở tỉnh Alessandria trong vùng Piedmont của Italia, có vị trí cách khoảng 50 km về phía đông của Torino và khoảng 30 km về phía tây bắc của Alessandria. Tại thời điểm ngày 31 tháng 12 năm 2004, đô thị này có dân số 267 người và diện tích là 4,7 km².
Treville giáp các đô thị: Cereseto, Ozzano Monferrato, và Sala Monferrato.